# Denniz Pop
Dag Krister "Dagge" Volle, mer känd under artistnamnet Denniz Pop, född 26 april 1963 i Botkyrka, död 30 augusti 1998 i Solna, var en svensk DJ, musikproducent och låtskrivare. Denniz Pop blev 2016 postumt invald i Swedish Music Hall of Fame.

## Biografi
Denniz Pop växte upp i Tullinge i Botkyrka kommun och började på 1980-talet som discjockey på ungdomsgården där. Han flyttade till Stockholm och jobbade på olika klubbar. Han gjorde sig snabbt ett namn på Stockholms dansscen. Under ett uteblivet frilansuppdrag, med "någon" som jobbade för Aftonbladets räkning, tillsammans med Stockholms 10 hetaste DJ:s utbyttes istället för intervjun idéer och erfarenheter. Efter ett tag bildades discjockeykollektivet "SweMix" som ett svar på Hot Tracks och DMC i en källare på Kocksgatan i Stockholm. Namnet Denniz Pop är en sammanslagning av seriefiguren Dennis och en ironisk gliring till Popmusik.
Under SweMix-etiketten släppte man några maxisinglar, framför allt på Remixed Records. Lilla SweMix Records började ta fram artister som Dayeene och Kayo men SweMix stora genombrott fick man 1990 med Dr. Albans Hello Afrika. Denniz fick en demo från Mega Records skickad till sig från den då okända popgruppen Ace of Base och Denniz producerade världshiten "All That She Wants". SweMix flyttade sin studio till Möckelvägen i Årsta 1991 på grund av klagomål från grannarna. Ace of Bases framgångar och Denniz Pops mer "kommersiella" popmusik passade inte kollektivet vilket senare innebar en splittring av SweMix 1992.
SweMix Music & Publishing såldes till BMG och togs över av Denniz och Tom Talomaa som bytte namn till Cheiron. Cheiron flyttade till nya lokaler på Kungsholmen i Stockholm. Den blev en av världens mest framgångsrika pop-studior kring år 2000. Med tiden kom Denniz Pop att skriva och producera låtar åt artister som Backstreet Boys, Ace of Base, E-type, Dr. Alban, Leila K, Britney Spears, Five med flera. Tillsammans med partnern Douglas Carr förde han 1994 Ace of Base till förstaplatsen på Billboard Chart med "The Sign".
År 1994 började han samarbeta med Max Martin och de två gjorde många framgångsrika låtar åt olika artister. Ace of Base sålde till exempel 22 miljoner exemplar av sin första skiva, mycket tack vare Denniz Pop. Han har starkt bidragit till den svenska musikexporten.
I november 1997 fick Denniz Pop beskedet att han hade magcancer, men efter en snabb operation mådde han bra, fram till juli 1998, då han snabbt blev sämre. Han avled månaden därpå på Karolinska Universitetssjukhuset i Solna, 35 år gammal.
Sveriges Radio-journalisten Fredrik Eliasson gjorde hösten 2008 en uppmärksammad porträttserie till minne av Denniz Pop. Den femdelade serien, som heter Cheiron – en Popsaga, sändes första gången i september-oktober 2008 i Sveriges Radio Stockholm. I april 2015 följdes 'popsagan' upp av dokumentären Arvet efter Cheiron - en oändlig historia, även den signerad Fredrik Eliasson.
Ett pris har instiftats till minne av Denniz Pop, Denniz Pop Awards, som delades ut för första gången under 2013.

## Priser och utmärkelser
- 1998 – Grammisgalans hederspris[6]
- 2016 – Invald i Swedish Music Hall of Fame[7]